# Lorin Morgan-Richards
Pour les articles homonymes, voir Morgan et Richards.
 (novembre 2017).
Si vous disposez d'ouvrages ou d'articles de référence ou si vous connaissez des sites web de qualité traitant du thème abordé ici, merci de compléter l'article en donnant les références utiles à sa vérifiabilité et en les liant à la section « Notes et références ».
Lorin Morgan-Richards, né le 16 février 1975 à Beebetown, Ohio (États-Unis), est un auteur et un artiste de livres pour enfants.